# 许承
许承（1964年4月11日—）是一位美国华人工程师，航空工程师。

## 生平
1964年出生于安徽黄山市，1992年毕业于南京航空航天大学，之后留校任教，1994年留学新加坡，1997年获得新加坡南洋理工大学机械工程博士学位，2000年获得威斯康星大学密尔沃基分校涡轮机构博士学位。毕业后任职于纽约通用电气担任空气动力学工程师，2004年搬迁至北卡罗来纳州加入英格索兰担任首席工程师，2007年加入霍尼韦尔，2011年升任首席工程师，2012年前往俄亥俄州加入通用电气担任总工程师。其论文被广泛引用。

## 荣誉
2005年被选为美国机械工程师学会会士。